# Hiromi
Hiromi (jap. ひろみ,ヒロミ) – imię japońskie noszone zarówno przez kobiety i mężczyzn.

## Możliwa pisownia
Hiromi można zapisać, używając wielu różnych znaków kanji i może znaczyć m.in.:
- 寛美, „hojne piękno”[1]
- 裕美, „dostatek”, „piękno”
- 弘美, „rozległy”, „piękno”
- 広海, „szeroki”, „piękno”
- 博美, „uczciwy”, „piękno”

## Znane osoby
- Hiromi Amada (ヒロミ), japoński bokser i kick-bokser
- Hiromi Goto, kanadyjska pisarka japońskiego pochodzenia
- Hiromi Gō (ひろみ), japoński piosenkarz
- Hiromi Hara (博実), japoński piłkarz
- Hiromi Kawakami (弘美), japońska pisarka
- Hiromi Konno (宏美), japońska seiyū
- Hiromi Makihara (寛己), japoński baseballista
- Hiromi Miyake (宏実), japońska sztangistka
- Hiromi Sakurai, japońska zapaśniczka w stylu wolnym
- Hiromi Suga (弘美), japońska biathlonistka
- Hiromi Suzuki (博美), japońska lekkoatletka specjalizująca się w biegach długodystansowych
- Hiromi Taniguchi (浩美), japoński lekkoatleta specjalizujący się w biegach długodystansowych
- Hiromi Tsuru (ひろみ), japońska seiyū
- Hiromi Uehara (ひろみ), japońska kompozytorka i pianistka jazzowa
- Hiromi Yamada (宏巳), japoński szef kuchni, specjalizujący się w kuchni włoskiej
- Hiromi Yamamoto (宏美), japoński panczenista

## Fikcyjne postacie
- Hiromi Fujimori (ひろみ), bohaterka mangi i anime Angelic Layer
- Hiromi Kuribayashi (宏美), postać TV dramy Galileo
- Hiromi Tachibana (ヒロミ), ang. Hilary Tatibana, jedna z protagonistów mangi i anime Beyblade
- Hiromi Yamazaki (ひろみ), bohater mangi i anime Patlabor